# 簗民部少輔
簗 民部少輔（やな みんぶしょうゆう）は、安土桃山時代から江戸時代前期にかけての武将。結城氏、佐竹氏の家臣。実名は簗宗勝。

## 出自
簗氏は本姓は藤原氏。源頼朝が征夷大将軍になる直前の結城氏成立時からの唯一の譜代重臣であり、永享の乱、結城合戦を記した永享記に譜代の家老として記載されている。
民部少輔の二代前と思われる簗大蔵丞は、結城政勝時代に結城氏と後北条氏との間を往来し親北条氏として活動した。特に、上杉謙信の小田原攻めの際には、結城氏・北条氏間を奔走し、結城氏が小田原攻めに加わらなかったため、これを賞して、北条氏康より武蔵国江戸に知行宛を約束されている。

## 略歴
越相同盟から上杉謙信の死没以降を契機に、その後の資料に簗氏一族の名前が殆ど見えない。後北条氏による北関東への積極的な圧力により隣接する小山氏の祇園城までが北条氏の勢力下におかれると、当時の結城氏当主の結城晴朝は、宇都宮広綱の次男・朝勝を養子とすることで、下野宇都宮氏・佐竹氏との同盟を選択し北条氏に対抗することとなる。これにより簗氏の結城氏における立場は微妙となり、天正8年（1580年）、民部少輔（宗勝）は結城晴朝から改易に処されたとする。
なお、2020年（令和2年）11月24日に移転するまでの結城市役所所在地（茨城県結城市結城（大字）1441）が、結城旗下の際の屋敷跡として比定されている。
その後、母方の名字である岩上氏を称し、岩上石見守と名乗った。岩上氏が小山氏重臣であったこと、また久保田藩で小山浪人でありながら草創期の家老となった渋江内膳政光の組下として刈和野へ名代として移し置かれた等、政光との関係から、改易後に小山氏与力となったと考えられる。豊臣秀吉の小田原征伐による後北条氏の滅亡と共に小山氏が没落亡すると、結城氏から廃嫡された結城朝勝を頼り、宇都宮氏の家臣・祖母井氏（芳賀町祖母井を本貫とする）に仕えたと思われる。
慶長2年（1597年）、宇都宮氏が石田三成と浅野長政の確執により石高の詐称を理由として豊臣秀吉により改易に処せられると、佐竹氏を頼った。関ヶ原の戦い後の慶長7年（1602年）に佐竹氏が秋田に移封されるとこれに従った。なお、時期は特定できないものの岩上姓から簗姓に復姓している。久保田藩家老となった渋江政光が刈和野の所預になると、その組下給人として刈和野の小支配となり、慶長13年（1608年）または慶長16年（1611年）に政光に代わり刈和野に移し置かれた。当初150石、のち300石。
慶長19年（1614年）の大坂冬の陣では、徳川方として佐竹氏が参陣するため出陣を希望したが、国元に差し置かれた。家老・渋江政光が出陣途上で刈和野に立ち寄った際の別れの挨拶で、自身の身替わりとして兜を交換している。その後、政光は鴫野・今福の戦いにおいて、激戦の中で討ち死にしている。宗勝の出陣が許されなかったのは、かつての主君筋である結城朝勝が豊臣方として籠城していたためであると思われる。朝勝は天正18年（1590年）に廃嫡され宇都宮氏に戻されたにもかかわらず慶長20年（1615年）の大坂夏の陣により豊臣家が滅ぶまでの25年間、結城の苗字を名乗っており本来の結城氏の当主であるとの自負からか、その恨みの深さがわかる。その後、朝勝は久保田藩に戻り、宇都宮恵斎宗安（そうあん）と改名し神官になった。この宇都宮家は真壁氏から養子を迎え、久保田藩家老として明治維新まで続くことになる。
また、宗勝は宇都宮城釣り天井事件で本多正純が改易された際に、久保田藩家老・梅津政景に従い正純・正勝父子を出羽国由利郡大沢郷まで受け取りに出向き、幽閉先の横手城まで送った。